# Кінний похід Шкуро
Кінний похід Шкуро — рейд кінної дивізії отамана Шкуро ЗСПР, з 17 березня по 2 квітня 1919 під керівництвом генерала Андрія Шкуро по тилах Червоної армії Південного фронту в період Боїв за Донбас.

## Історія
В кінці березня 1919 для Донецької групи ЗС Півдня Росії під командуванням Володимира Май-Маєвського склалося катастрофічне становище, під ударами повстанських військ Нестора Махно і 9 червоною дивізії білі війська покинули залізничну лінію Юзівка — Мандрикине — Частка — Волноваха — Маріуполь. В цей же час махновці зайняли Новоазовськ — Безіменне — Старобешеве і продовжували наступати на Кутейникове. Таким чином під безпосередньою загрозою захоплення повстанцями була залізниця що йде на північ від Таганрога.
Для порятунку добровольчих частин Май-Маєвського, генерал Денікін наказав отаману Шкуро пройти рейдом по тилах Південного фронту. 17 березня кубанці і терція з боєм зайняли Дебальцеве 20 березня розгромили 6 червоноармійських полків під Горлівкою, 22 березня кубанці вибили противника з Скотовате — Новобахмутівка. Після чого всі перераховані населених пункти були зайняті добровольцями.
23 березня кубанці і терція зайняли Нікольське і Очеретине. 24 козаки зайняли Красногорівку — Староміхйловку — Мар'ївку — ст. Доля — Оленівку. 25 березня козаки зайняли Володимирівку — Благодатне. Відразу ж після того як козаки вибили червоних з перерахованих населених пунктів їх зайняли добровольчі частини.
Стосовно дій Шкуро в районі Волновахи командир 2-ї РККА Скачко писав:
" На волновахівському напрямку ворога діє корпус Шкура. 5.000 чудової дисциплінованої кінноти з кубанців та горців, що не піддаються політичному розкладові. За літньої години та в. нашому степу сама піхота навіть в четверній кількості упоритися з такою кіннотою не може. "
Потім козаки вибили махновців з Маріуполя, дійшли до річки Берда і зайняли Стародубівка — Миколаївки. Після того як козаки вибили махновців з Волновахи-Маріуполя і ряду інших насселених пунктів їх зайняли добровольчі частини генерала Виноградова.
Козачий рейд привів до розвалу більшовицького фронту від Горлівки до Азовського моря. Сам Ленін вимагав від Антонова-Овсієнка перекидання в Донбас двох дивізій для боротьби з козаками. Але у Антонова-Овсієнка не було резервів, він вів переговори про те щоб зняти послати частини з Кримського Румунського і Західного фронту.
Скачко в телеграмі від 5 квітня повідомляв:
"Фронт від Маріюполя до Оленівки зосім оголений, бо бригади Махна майже немає. Незначний опір, що його ми чинимо, підбадьорює ворога розвивати операції. Рух до Бердянського йде посиленим темпом. Мені потрібна негайна допомога,"
Про становище на фронті після рейду Шкуро повідомляють телеграми Скачко 16 квітня 1919:
" ворог узяв Маріюпіль... Таким чином, увесь маріюпільський фронт від Гришина до Бердянського відкритий і ворогові тут шлях вільний аж до Перекопа та Олександрівського. Дибенко називає стан катастрофічним. Я повторюю теж... я попереджую, що якщо за три дні мені не дадуть 4 піших полків, два кінні та двох артилерійських дивізіонів, то Бердянськ - Мелітопіль - Пологц, а може й Олександрівське ворог візьме. Чекаю на відповідь, але попереджаю, що відповідь не змінить становища Його може змінити лише допомога "